# Hoplunnis punctata
Hoplunnis punctata är en fiskart som beskrevs av Regan, 1915. Hoplunnis punctata ingår i släktet Hoplunnis och familjen Nettastomatidae. Inga underarter finns listade i Catalogue of Life.